# E3 Saxo Bank Classic 2022
L'E3 Saxo Bank Classic 2022 (officiellement E3 Saxo Bank Classic World Tour Elite, anciennement Grand Prix E3 Harelbeke) est la 64e édition de cette course cycliste masculine sur route. Il a lieu le 25 mars 2022 en Belgique et fait partie du calendrier UCI World Tour 2022, en catégorie 1.UWT. 

## Présentation

### Équipes
Vingt-cinq équipes participent à la course : les dix-huit équipes UCI WorldTeams et sept équipes UCI ProTeams.
| WorldTeams (18)- AG2R Citroën Team - Astana Qazaqstan Team - Bahrain Victorious - Bora-Hansgrohe - Cofidis - EF Education-EasyPost - Groupama-FDJ - Ineos Grenadiers - Intermarché-Wanty-Gobert Matériaux - Israel-Premier Tech - Jumbo-Visma - Lotto-Soudal - Movistar Team - Quick-Step Alpha Vinyl - BikeExchange-Jayco - Team DSM - Trek-Segafredo - UAE Team Emirates ProTeams (7)- Alpecin-Fenix - Bardiani-CSF-Faizanè - Bingoal Pauwels Sauces WB - Sport Vlaanderen-Baloise - TotalEnergies - B&B Hotels-KTM - Uno-X Pro Cycling Team |
| |

### Parcours
Le Grand Prix E3 commence dans le centre de Harelbeke et se déplace à l'Est à son point le plus oriental à Ninove après 67 km, avant de tourner à l'Ouest et de parcourir les monts des Ardennes flamandes, avec quinze ascensions classées. Le Tiegemberg, la dernière montée de la journée, est situé à 20 km de l'arrivée. La distance totale est 203,9 km.
Quinze monts sont au programme de cette édition, dont certains recouverts de pavés :
| Mont | Nom                 | Km    | Revêtement | Longueur (m) | Pente moyenne | Pente maxi | Km de l'arrivée |
| ---- | ------------------- | ----- | ---------- | ------------ | ------------- | ---------- | --------------- |
| 1    | Katteberg           | 28,2  | asphalte   | 750          | 6 %           | 11 %       | 175,7           |
| 2    | La Houppe           | 82,5  | asphalte   | 1 880        | 4,8 %         | 10 %       | 121,4           |
| 3    | Hogerlucht          | 98,3  | asphalte   | 1 350        | 4,5 %         |            | 105,6           |
| 4    | Côte de Trieu       | 108,5 | asphalte   | 1 260        | 7 %           | 13,3 %     | 95,4            |
| 5    | Hotondberg (nl)     | 112,4 | asphalte   | 1 200        | 4 %           | 8 %        | 91,5            |
| 6    | Kortekeer (nl)      | 119,5 | asphalte   | 1 000        | 6,4 %         | 17 %       | 84,4            |
| 7    | Taaienberg          | 124,2 | pavés      | 650          | 9,5 %         | 18 %       | 79,7            |
| 8    | Berg ten Stene      | 132,1 | asphalte   | 1 300        | 5,2 %         | 9 %        | 71,8            |
| 9    | Boigneberg (nl)     | 137,3 | asphalte   | 1 000        | 5,2 %         | 13,3       | 66,6            |
| 10   | Stationsberg (nl)   | 146,5 | pavés      | 460          | 3,2 %         | 10 %       | 57,4            |
| 11   | Kapelberg (nl)      | 157,4 | asphalte   | 750          | 7,1 %         | 14 %       | 46,5            |
| 12   | Paterberg           | 161,5 | pavés      | 400          | 12,9 %        | 20,3 %     | 42,4            |
| 13   | Vieux Quaremont     | 164,3 | pavés      | 2 220        | 4,2 %         | 11,6 %     | 39,6            |
| 14   | Karnemelkbeekstraat | 172,1 | asphalte   | 1 530        | 4,9 %         | 14 %       | 31,8            |
| 15   | Tiegemberg          | 183,9 | asphalte   | 1 000        | 5,6 %         | 9 %        | 20              |

En plus des traditionnels monts, il y a cinq secteurs pavés :
| Secteur | Nom              | Km    | Longueur (m) | Km de l'arrivée |
| ------- | ---------------- | ----- | ------------ | --------------- |
| 1       | Beaucarnestraat  | 28,0  | 1 200        | 175,9           |
| 2       | Holleweg (nl)    | 30    | 1 500        | 173,9           |
| 3       | Paddestraat      | 41,5  | 2 300        | 162,4           |
| 4       | Mariaborrestraat | 147,2 | 2 000        | 56,7            |
| 5       | Varentstraat     | 179,7 | 1 500        | 24,2            |

### Favoris
Les prétendants à la victoire les plus souvent cités sont le Belge Wout van Aert (Jumbo Visma), vainqueur fin février du Circuit Het Nieuwsblad et l'ancien champion du monde danois Mads Pedersen (Trek Segafredo). Mais d'autres coureurs peuvent aussi faire valoir leur droit à la victoire comme l'Australien Michael Matthews (BikeExchange), les Italiens Matteo Trentin (UAE Emirates) et Alberto Bettiol (EF Education), les Danois Søren Kragh Andersen (Team DSM) et Kasper Asgreen (Quick-Step Alpha Vinyl), le vainqueur de la dernière édition, ainsi que les Belges Jasper Stuyven (Trek Segafredo), Oliver Naesen et Greg Van Avermaet (AG2R Citroën), le Slovène Matej Mohorič (Bahrain-Victorious), sur la lancée de sa victoire à Milan-San Remo, le Français Anthony Turgis (TotalEnergies), deuxième à San Remo et le duo de l'équipe Ineos-Greandiers constitué de Dylan van Baarle et Jhonatan Narvaez.

## Déroulement de la course
La course se joue dans l'ascension du mont pavé du Paterberg à 42 kilomètres de l'arrivée lorsque le champion de Belgique Wout van Aert place une accélération. Il est suivi par le seul Christophe Laporte, son équipier français du team Jumbo-Visma. Les deux coureurs creusent régulièrement un écart qui culmine à deux minutes sur un groupe de chasse de huit hommes. À Harelbeke, van Aert s'impose sans sprinter devant son coéquipier.

## Classements

### Classement final
| \| Classement général \| Classement général \| Classement général \| Classement général \| Classement général \| \| Coureur \| Coureur \| Pays \| Équipe \| Temps \| \| ------------------ \| ------------------ \| ------------------ \| ---------------------------------- \| ------------------ \| \| 1er \| Wout van Aert \| Belgique \| Jumbo-Visma \| 4 h 38 min 04 s \| \| 2e \| Christophe Laporte \| France \| Jumbo-Visma \| + 0 s \| \| 3e \| Stefan Küng \| Suisse \| Groupama-FDJ \| + 1 min 35 s \| \| 4e \| Matej Mohorič \| Slovénie \| Bahrain Victorious \| + 1 min 36 s \| \| 5e \| Biniam Girmay \| Érythrée \| Intermarché-Wanty-Gobert Matériaux \| + 1 min 36 s \| \| 6e \| Jhonatan Narváez \| Équateur \| Ineos Grenadiers \| + 1 min 36 s \| \| 7e \| Valentin Madouas \| France \| Groupama-FDJ \| + 1 min 36 s \| \| 8e \| Dylan van Baarle \| Pays-Bas \| Ineos Grenadiers \| + 1 min 36 s \| \| 9e \| Tiesj Benoot \| Belgique \| Jumbo-Visma \| + 1 min 36 s \| \| 10e \| Kasper Asgreen \| Danemark \| Quick-Step Alpha Vinyl \| + 1 min 36 s \| |                    |          |                                    |                 |
| |                    |          |                                    |                 |
| Source : ProCyclingStats |                    |          |                                    |                 |
| Classement général |                    |          |                                    |                 |
| Coureur | Coureur            | Pays     | Équipe                             | Temps           |
| 1er | Wout van Aert      | Belgique | Jumbo-Visma                        | 4 h 38 min 04 s |
| 2e | Christophe Laporte | France   | Jumbo-Visma                        | + 0 s           |
| 3e | Stefan Küng        | Suisse   | Groupama-FDJ                       | + 1 min 35 s    |
| 4e | Matej Mohorič      | Slovénie | Bahrain Victorious                 | + 1 min 36 s    |
| 5e | Biniam Girmay      | Érythrée | Intermarché-Wanty-Gobert Matériaux | + 1 min 36 s    |
| 6e | Jhonatan Narváez   | Équateur | Ineos Grenadiers                   | + 1 min 36 s    |
| 7e | Valentin Madouas   | France   | Groupama-FDJ                       | + 1 min 36 s    |
| 8e | Dylan van Baarle   | Pays-Bas | Ineos Grenadiers                   | + 1 min 36 s    |
| 9e | Tiesj Benoot       | Belgique | Jumbo-Visma                        | + 1 min 36 s    |
| 10e | Kasper Asgreen     | Danemark | Quick-Step Alpha Vinyl             | + 1 min 36 s    |

### Classements UCI
La course attribue des points au classement mondial UCI 2022 selon le barème suivant :
| Position           | 1er | 2e  | 3e  | 4e  | 5e  | 6e  | 7e  | 8e  | 9e | 10e | 11e | 12e | 13e | 14e | 15e | 16e à 20e | 21e à 30e | 31e à 50e | 51e à 55e | 56e à 60e |
| Classement général | 400 | 320 | 260 | 220 | 180 | 140 | 120 | 100 | 80 | 68  | 56  | 48  | 40  | 32  | 28  | 24        | 16        | 8         | 4         | 2         |

## Liste des participants
| Légende | Légende                                                                    | Légende | Légende                                                    |
| ------- | -------------------------------------------------------------------------- | ------- | ---------------------------------------------------------- |
| Num     | Dossard de départ porté par le coureur sur ce Grand Prix E3                | Pos     | Position à l'arrivée de la course                          |
|         | Indique un maillot de champion national ou mondial, suivi de sa spécialité | NP      | Indique un coureur qui n'a pas pris le départ de la course |
| AB      | Indique un coureur qui n'a pas terminé la course                           | HD      | Indique un coureur qui a terminé la course hors des délais |

| Quick-Step Alpha Vinyl QST | Quick-Step Alpha Vinyl QST | Quick-Step Alpha Vinyl QST |
| -------------------------- | -------------------------- | -------------------------- |
| Num                        | Coureur                    | Pos                        |
| 1                          | Kasper Asgreen (DEN)       | 10e                        |
| 2                          | Davide Ballerini (ITA)     | 53e                        |
| 3                          | Mikkel Honoré (DEN)        | NP                         |
| 4                          | Stijn Steels (BEL)         | AB                         |
| 5                          | Florian Sénéchal (FRA)     | 57e                        |
| 6                          | Zdeněk Štybar (CZE)        | 54e                        |
| 7                          | Jannik Steimle (GER)       | 58e                        |

| Jumbo-Visma TJV | Jumbo-Visma TJV             | Jumbo-Visma TJV |
| --------------- | --------------------------- | --------------- |
| Num             | Coureur                     | Pos             |
| 11              | Wout van Aert (BEL) (route) | 1er             |
| 12              | Tiesj Benoot (BEL)          | 9e              |
| 13              | Edoardo Affini (ITA)        | AB              |
| 14              | Mike Teunissen (NED)        | 12e             |
| 15              | Tosh Van der Sande (BEL)    | AB              |
| 16              | Christophe Laporte (FRA)    | 2e              |
| 17              | Nathan Van Hooydonck (BEL)  | 18e             |

| Lotto-Soudal LTS | Lotto-Soudal LTS          | Lotto-Soudal LTS |
| ---------------- | ------------------------- | ---------------- |
| Num              | Coureur                   | Pos              |
| 21               | Victor Campenaerts (BEL)  | AB               |
| 22               | Cédric Beullens (BEL)     | 28e              |
| 23               | Michael Schwarzmann (GER) | AB               |
| 24               | Rüdiger Selig (GER)       | AB               |
| 25               | Frederik Frison (BEL)     | AB               |
| 26               | Brent Van Moer (BEL)      | 66e              |
| 27               | Sébastien Grignard (BEL)  | 75e              |

| Intermarché-Wanty-Gobert Matériaux IWG | Intermarché-Wanty-Gobert Matériaux IWG | Intermarché-Wanty-Gobert Matériaux IWG |
| -------------------------------------- | -------------------------------------- | -------------------------------------- |
| Num                                    | Coureur                                | Pos                                    |
| 31                                     | Hugo Page (FRA)                        | 90e                                    |
| 32                                     | Adrien Petit (FRA)                     | AB                                     |
| 33                                     | Aimé De Gendt (BEL)                    | 77e                                    |
| 34                                     | Biniam Girmay (ERI)                    | 5e                                     |
| 35                                     | Andrea Pasqualon (ITA)                 | 31e                                    |
| 36                                     | Kévin Van Melsen (BEL)                 | 89e                                    |
| 37                                     | Barnabás Peák (HUN)                    | 33e                                    |

| AG2R Citroën Team ACT | AG2R Citroën Team ACT   | AG2R Citroën Team ACT |
| --------------------- | ----------------------- | --------------------- |
| Num                   | Coureur                 | Pos                   |
| 41                    | Greg Van Avermaet (BEL) | 42e                   |
| 42                    | Oliver Naesen (BEL)     | 21e                   |
| 43                    | Bob Jungels (LUX)       | 65e                   |
| 44                    | Stan Dewulf (BEL)       | 67e                   |
| 45                    | Antoine Raugel (FRA)    | AB                    |
| 46                    | Michael Schär (SUI)     | 69e                   |
| 47                    | Damien Touzé (FRA)      | 35e                   |

| Astana Qazaqstan Team AST | Astana Qazaqstan Team AST | Astana Qazaqstan Team AST |
| ------------------------- | ------------------------- | ------------------------- |
| Num                       | Coureur                   | Pos                       |
| 51                        | Gianni Moscon (ITA)       | AB                        |
| 52                        | Leonardo Basso (ITA)      | 105e                      |
| 53                        | Manuele Boaro (ITA)       | AB                        |
| 54                        | Michele Gazzoli (ITA)     | 76e                       |
| 55                        | Davide Martinelli (ITA)   | AB                        |
| 56                        | Fabio Felline (ITA)       | 45e                       |
| 57                        | Artyom Zakharov (KAZ)     | 86e                       |

| Bahrain Victorious TBV | Bahrain Victorious TBV      | Bahrain Victorious TBV |
| ---------------------- | --------------------------- | ---------------------- |
| Num                    | Coureur                     | Pos                    |
| 61                     | Matej Mohorič (SLO) (route) | 4e                     |
| 62                     | Heinrich Haussler (AUS)     | 25e                    |
| 63                     | Filip Maciejuk (POL)        | AB                     |
| 64                     | Jonathan Milan (ITA)        | AB                     |
| 65                     | Kamil Gradek (POL)          | AB                     |
| 66                     | Fred Wright (GBR)           | 51e                    |
| 67                     | Yukiya Arashiro (JPN)       | 97e                    |

| Bora-Hansgrohe BOH | Bora-Hansgrohe BOH        | Bora-Hansgrohe BOH |
| ------------------ | ------------------------- | ------------------ |
| Num                | Coureur                   | Pos                |
| 71                 | Nils Politt (GER)         | 72e                |
| 72                 | Danny van Poppel (NED)    | AB                 |
| 73                 | Marco Haller (AUT)        | 17e                |
| 74                 | Jonas Koch (GER)          | AB                 |
| 75                 | Jordi Meeus (BEL)         | AB                 |
| 76                 | Ryan Mullen (IRL) (route) | 85e                |
| 77                 | Lukas Pöstlberger (AUT)   | 88e                |

| Cofidis COF | Cofidis COF             | Cofidis COF |
| ----------- | ----------------------- | ----------- |
| Num         | Coureur                 | Pos         |
| 81          | Piet Allegaert (BEL)    | 101e        |
| 82          | Tom Bohli (SUI)         | AB          |
| 83          | André Carvalho (POR)    | 102e        |
| 84          | Wesley Kreder (NED)     | 109e        |
| 85          | Simone Consonni (ITA)   | AB          |
| 86          | Kenneth Vanbilsen (BEL) | AB          |
| 87          | Jelle Wallays (BEL)     | AB          |

| EF Education-EasyPost EFE | EF Education-EasyPost EFE | EF Education-EasyPost EFE |
| ------------------------- | ------------------------- | ------------------------- |
| Num                       | Coureur                   | Pos                       |
| 91                        | Stefan Bissegger (SUI)    | 111e                      |
| 92                        | Owain Doull (GBR)         | AB                        |
| 93                        | Ben Healy (IRL)           | 84e                       |
| 94                        | Michael Valgren (DEN)     | 20e                       |
| 95                        | Sebastian Langeveld (NED) | 64e                       |
| 96                        | Marijn van den Berg (NED) | 81e                       |
| 97                        | Łukasz Wiśniowski (POL)   | AB                        |

| Groupama-FDJ GFC | Groupama-FDJ GFC            | Groupama-FDJ GFC |
| ---------------- | --------------------------- | ---------------- |
| Num              | Coureur                     | Pos              |
| 101              | Lewis Askey (GBR)           | 73e              |
| 102              | Kevin Geniets (LUX) (route) | AB               |
| 103              | Stefan Küng (SUI)           | 3e               |
| 104              | Olivier Le Gac (FRA)        | 23e              |
| 105              | Fabian Lienhard (SUI)       | 37e              |
| 106              | Tobias Ludvigsson (SWE)     | 36e              |
| 107              | Valentin Madouas (FRA)      | 7e               |

| Ineos Grenadiers IGD | Ineos Grenadiers IGD    | Ineos Grenadiers IGD |
| -------------------- | ----------------------- | -------------------- |
| Num                  | Coureur                 | Pos                  |
| 111                  | Jhonatan Narváez (ECU)  | 6e                   |
| 112                  | Luke Rowe (GBR)         | 78e                  |
| 113                  | Ben Swift (GBR) (route) | 106e                 |
| 114                  | Ben Turner (GBR)        | 27e                  |
| 115                  | Dylan van Baarle (NED)  | 8e                   |
| 116                  | Magnus Sheffield (USA)  | 79e                  |
| 117                  | Kim Heiduk (GER)        | AB                   |

| Israel-Premier Tech IPT | Israel-Premier Tech IPT | Israel-Premier Tech IPT |
| ----------------------- | ----------------------- | ----------------------- |
| Num                     | Coureur                 | Pos                     |
| 121                     | Sep Vanmarcke (BEL)     | AB                      |
| 122                     | Matthias Brändle (AUT)  | AB                      |
| 123                     | Hugo Houle (CAN)        | 44e                     |
| 124                     | Taj Jones (AUS)         | AB                      |
| 125                     | Guy Sagiv (ISR)         | AB                      |
| 126                     | Tom Van Asbroeck (BEL)  | 62e                     |
| 127                     | Jenthe Biermans (BEL)   | 38e                     |

| Movistar Team MOV | Movistar Team MOV         | Movistar Team MOV |
| ----------------- | ------------------------- | ----------------- |
| Num               | Coureur                   | Pos               |
| 131               | Alex Aranburu (ESP)       | 30e               |
| 132               | Iñigo Elosegui (ESP)      | 61e               |
| 133               | Imanol Erviti (ESP)       | 99e               |
| 134               | Iván García Cortina (ESP) | 16e               |
| 135               | Mathias Norsgaard (DEN)   | 71e               |
| 136               | Johan Jacobs (SUI)        | 104e              |
| 137               | Lluís Mas (ESP)           | 46e               |

| BikeExchange-Jayco BEX | BikeExchange-Jayco BEX    | BikeExchange-Jayco BEX |
| ---------------------- | ------------------------- | ---------------------- |
| Num                    | Coureur                   | Pos                    |
| 141                    | Luke Durbridge (AUS)      | 95e                    |
| 142                    | Lawson Craddock (USA)     | NP                     |
| 143                    | Luka Mezgec (SLO)         | 63e                    |
| 144                    | Alexander Edmondson (AUS) | 26e                    |
| 145                    | Alexander Konychev (ITA)  | 110e                   |
| 146                    | Kelland O'Brien (AUS)     | AB                     |
| 147                    | Campbell Stewart (NZL)    | AB                     |

| Team DSM DSM | Team DSM DSM               | Team DSM DSM |
| ------------ | -------------------------- | ------------ |
| Num          | Coureur                    | Pos          |
| 151          | John Degenkolb (GER)       | 32e          |
| 152          | Niklas Märkl (GER)         | 93e          |
| 153          | Nikias Arndt (GER)         | 47e          |
| 154          | Leon Heinschke (GER)       | AB           |
| 155          | Søren Kragh Andersen (DEN) | AB           |
| 156          | Joris Nieuwenhuis (NED)    | 22e          |
| 157          | Kevin Vermaerke (USA)      | AB           |

| Trek-Segafredo TFS | Trek-Segafredo TFS   | Trek-Segafredo TFS |
| ------------------ | -------------------- | ------------------ |
| Num                | Coureur              | Pos                |
| 161                | Jasper Stuyven (BEL) | 15e                |
| 162                | Edward Theuns (BEL)  | 59e                |
| 163                | Mads Pedersen (DEN)  | 24e                |
| 164                | Quinn Simmons (USA)  | AB                 |
| 165                | Alex Kirsch (LUX)    | 55e                |
| 166                | Daan Hoole (NED)     | AB                 |
| 167                | Otto Vergaerde (BEL) | 60e                |

| UAE Team Emirates UAD | UAE Team Emirates UAD      | UAE Team Emirates UAD |
| --------------------- | -------------------------- | --------------------- |
| Num                   | Coureur                    | Pos                   |
| 171                   | Pascal Ackermann (GER)     | AB                    |
| 172                   | Rui Oliveira (POR)         | 49e                   |
| 173                   | Mikkel Bjerg (DEN)         | 43e                   |
| 174                   | Alexys Brunel (FRA)        | AB                    |
| 175                   | Felix Groß (GER)           | AB                    |
| 176                   | Oliviero Troia (ITA)       | AB                    |
| 177                   | Vegard Stake Laengen (NOR) | 100e                  |

| Alpecin-Fenix AFC | Alpecin-Fenix AFC            | Alpecin-Fenix AFC |
| ----------------- | ---------------------------- | ----------------- |
| Num               | Coureur                      | Pos               |
| 181               | Dries De Bondt (BEL)         | 19e               |
| 182               | Silvan Dillier (SUI) (route) | 50e               |
| 183               | Michael Gogl (AUT)           | 14e               |
| 184               | Gianni Vermeersch (BEL)      | 29e               |
| 185               | Tobias Bayer (AUT)           | AB                |
| 186               | Scott Thwaites (GBR)         | 96e               |
| 187               | Edward Planckaert (BEL)      | AB                |

| TotalEnergies TEN | TotalEnergies TEN          | TotalEnergies TEN |
| ----------------- | -------------------------- | ----------------- |
| Num               | Coureur                    | Pos               |
| 191               | Peter Sagan (SVK) (route)  | 68e               |
| 192               | Maciej Bodnar (POL)        | AB                |
| 193               | Daniel Oss (ITA)           | 39e               |
| 194               | Edvald Boasson Hagen (NOR) | AB                |
| 195               | Niki Terpstra (NED)        | AB                |
| 196               | Anthony Turgis (FRA)       | 13e               |
| 197               | Dries Van Gestel (BEL)     | 56e               |

| B&B Hotels-KTM BBK | B&B Hotels-KTM BBK     | B&B Hotels-KTM BBK |
| ------------------ | ---------------------- | ------------------ |
| Num                | Coureur                | Pos                |
| 201                | Jens Debusschere (BEL) | AB                 |
| 202                | Alexis Gougeard (FRA)  | AB                 |
| 203                | Quentin Jauregui (FRA) | 87e                |
| 204                | Victor Koretzky (FRA)  | 41e                |
| 205                | Julien Morice (FRA)    | AB                 |
| 206                | Cyril Lemoine (FRA)    | AB                 |
| 207                | Jordi Warlop (BEL)     | AB                 |

| Bardiani CSF Faizanè BCF | Bardiani CSF Faizanè BCF | Bardiani CSF Faizanè BCF |
| ------------------------ | ------------------------ | ------------------------ |
| Num                      | Coureur                  | Pos                      |
| 211                      | Luca Colnaghi (ITA)      | AB                       |
| 212                      | Filippo Fiorelli (ITA)   | AB                       |
| 213                      | Enrico Battaglin (ITA)   | AB                       |
| 214                      | Sacha Modolo (ITA)       | AB                       |
| 215                      | Alessandro Tonelli (ITA) | 98e                      |
| 216                      | Enrico Zanoncello (ITA)  | AB                       |
| 217                      | Davide Gabburo (ITA)     | 82e                      |

| Bingoal Pauwels Sauces WB BWB | Bingoal Pauwels Sauces WB BWB | Bingoal Pauwels Sauces WB BWB |
| ----------------------------- | ----------------------------- | ----------------------------- |
| Num                           | Coureur                       | Pos                           |
| 221                           | Karl Patrick Lauk (EST)       | AB                            |
| 222                           | Mathijs Paasschens (NED)      | 108e                          |
| 223                           | Arjen Livyns (BEL)            | 34e                           |
| 224                           | Dimitri Peyskens (BEL)        | 83e                           |
| 225                           | Ludovic Robeet (BEL)          | AB                            |
| 226                           | Laurenz Rex (BEL)             | 103e                          |
| 227                           | Tom Wirtgen (LUX)             | 74e                           |

| Sport Vlaanderen-Baloise SVB | Sport Vlaanderen-Baloise SVB | Sport Vlaanderen-Baloise SVB |
| ---------------------------- | ---------------------------- | ---------------------------- |
| Num                          | Coureur                      | Pos                          |
| 231                          | Jenno Berckmoes (BEL)        | AB                           |
| 232                          | Sander De Pestel (BEL)       | AB                           |
| 233                          | Lindsay De Vylder (BEL)      | 40e                          |
| 234                          | Julian Mertens (BEL)         | 52e                          |
| 235                          | Aaron Van Poucke (BEL)       | 94e                          |
| 236                          | Ward Vanhoof (BEL)           | 107e                         |
| 237                          | Aaron Verwilst (BEL)         | 91e                          |

| Uno-X Pro Cycling Team UXT | Uno-X Pro Cycling Team UXT   | Uno-X Pro Cycling Team UXT |
| -------------------------- | ---------------------------- | -------------------------- |
| Num                        | Coureur                      | Pos                        |
| 241                        | Lasse Norman Leth (DEN)      | 70e                        |
| 242                        | Erik Nordsæter Resell (NOR)  | 48e                        |
| 243                        | Niklas Larsen (DEN)          | AB                         |
| 244                        | Lars Saugstad (NOR)          | AB                         |
| 245                        | Anders Skaarseth (NOR)       | 80e                        |
| 246                        | Rasmus Tiller (NOR)          | 11e                        |
| 247                        | Martin Bugge Urianstad (NOR) | 92e                        |

| Quick-Step Alpha Vinyl QST | Quick-Step Alpha Vinyl QST | Quick-Step Alpha Vinyl QST |
| -------------------------- | -------------------------- | -------------------------- |
| Num                        | Coureur                    | Pos                        |
| 1                          | Kasper Asgreen (DEN)       | 10e                        |
| 2                          | Davide Ballerini (ITA)     | 53e                        |
| 3                          | Mikkel Honoré (DEN)        | NP                         |
| 4                          | Stijn Steels (BEL)         | AB                         |
| 5                          | Florian Sénéchal (FRA)     | 57e                        |
| 6                          | Zdeněk Štybar (CZE)        | 54e                        |
| 7                          | Jannik Steimle (GER)       | 58e                        |

| Jumbo-Visma TJV | Jumbo-Visma TJV             | Jumbo-Visma TJV |
| --------------- | --------------------------- | --------------- |
| Num             | Coureur                     | Pos             |
| 11              | Wout van Aert (BEL) (route) | 1er             |
| 12              | Tiesj Benoot (BEL)          | 9e              |
| 13              | Edoardo Affini (ITA)        | AB              |
| 14              | Mike Teunissen (NED)        | 12e             |
| 15              | Tosh Van der Sande (BEL)    | AB              |
| 16              | Christophe Laporte (FRA)    | 2e              |
| 17              | Nathan Van Hooydonck (BEL)  | 18e             |

| Lotto-Soudal LTS | Lotto-Soudal LTS          | Lotto-Soudal LTS |
| ---------------- | ------------------------- | ---------------- |
| Num              | Coureur                   | Pos              |
| 21               | Victor Campenaerts (BEL)  | AB               |
| 22               | Cédric Beullens (BEL)     | 28e              |
| 23               | Michael Schwarzmann (GER) | AB               |
| 24               | Rüdiger Selig (GER)       | AB               |
| 25               | Frederik Frison (BEL)     | AB               |
| 26               | Brent Van Moer (BEL)      | 66e              |
| 27               | Sébastien Grignard (BEL)  | 75e              |

| Intermarché-Wanty-Gobert Matériaux IWG | Intermarché-Wanty-Gobert Matériaux IWG | Intermarché-Wanty-Gobert Matériaux IWG |
| -------------------------------------- | -------------------------------------- | -------------------------------------- |
| Num                                    | Coureur                                | Pos                                    |
| 31                                     | Hugo Page (FRA)                        | 90e                                    |
| 32                                     | Adrien Petit (FRA)                     | AB                                     |
| 33                                     | Aimé De Gendt (BEL)                    | 77e                                    |
| 34                                     | Biniam Girmay (ERI)                    | 5e                                     |
| 35                                     | Andrea Pasqualon (ITA)                 | 31e                                    |
| 36                                     | Kévin Van Melsen (BEL)                 | 89e                                    |
| 37                                     | Barnabás Peák (HUN)                    | 33e                                    |

| AG2R Citroën Team ACT | AG2R Citroën Team ACT   | AG2R Citroën Team ACT |
| --------------------- | ----------------------- | --------------------- |
| Num                   | Coureur                 | Pos                   |
| 41                    | Greg Van Avermaet (BEL) | 42e                   |
| 42                    | Oliver Naesen (BEL)     | 21e                   |
| 43                    | Bob Jungels (LUX)       | 65e                   |
| 44                    | Stan Dewulf (BEL)       | 67e                   |
| 45                    | Antoine Raugel (FRA)    | AB                    |
| 46                    | Michael Schär (SUI)     | 69e                   |
| 47                    | Damien Touzé (FRA)      | 35e                   |

| Astana Qazaqstan Team AST | Astana Qazaqstan Team AST | Astana Qazaqstan Team AST |
| ------------------------- | ------------------------- | ------------------------- |
| Num                       | Coureur                   | Pos                       |
| 51                        | Gianni Moscon (ITA)       | AB                        |
| 52                        | Leonardo Basso (ITA)      | 105e                      |
| 53                        | Manuele Boaro (ITA)       | AB                        |
| 54                        | Michele Gazzoli (ITA)     | 76e                       |
| 55                        | Davide Martinelli (ITA)   | AB                        |
| 56                        | Fabio Felline (ITA)       | 45e                       |
| 57                        | Artyom Zakharov (KAZ)     | 86e                       |

| Bahrain Victorious TBV | Bahrain Victorious TBV      | Bahrain Victorious TBV |
| ---------------------- | --------------------------- | ---------------------- |
| Num                    | Coureur                     | Pos                    |
| 61                     | Matej Mohorič (SLO) (route) | 4e                     |
| 62                     | Heinrich Haussler (AUS)     | 25e                    |
| 63                     | Filip Maciejuk (POL)        | AB                     |
| 64                     | Jonathan Milan (ITA)        | AB                     |
| 65                     | Kamil Gradek (POL)          | AB                     |
| 66                     | Fred Wright (GBR)           | 51e                    |
| 67                     | Yukiya Arashiro (JPN)       | 97e                    |

| Bora-Hansgrohe BOH | Bora-Hansgrohe BOH        | Bora-Hansgrohe BOH |
| ------------------ | ------------------------- | ------------------ |
| Num                | Coureur                   | Pos                |
| 71                 | Nils Politt (GER)         | 72e                |
| 72                 | Danny van Poppel (NED)    | AB                 |
| 73                 | Marco Haller (AUT)        | 17e                |
| 74                 | Jonas Koch (GER)          | AB                 |
| 75                 | Jordi Meeus (BEL)         | AB                 |
| 76                 | Ryan Mullen (IRL) (route) | 85e                |
| 77                 | Lukas Pöstlberger (AUT)   | 88e                |

| Cofidis COF | Cofidis COF             | Cofidis COF |
| ----------- | ----------------------- | ----------- |
| Num         | Coureur                 | Pos         |
| 81          | Piet Allegaert (BEL)    | 101e        |
| 82          | Tom Bohli (SUI)         | AB          |
| 83          | André Carvalho (POR)    | 102e        |
| 84          | Wesley Kreder (NED)     | 109e        |
| 85          | Simone Consonni (ITA)   | AB          |
| 86          | Kenneth Vanbilsen (BEL) | AB          |
| 87          | Jelle Wallays (BEL)     | AB          |

| EF Education-EasyPost EFE | EF Education-EasyPost EFE | EF Education-EasyPost EFE |
| ------------------------- | ------------------------- | ------------------------- |
| Num                       | Coureur                   | Pos                       |
| 91                        | Stefan Bissegger (SUI)    | 111e                      |
| 92                        | Owain Doull (GBR)         | AB                        |
| 93                        | Ben Healy (IRL)           | 84e                       |
| 94                        | Michael Valgren (DEN)     | 20e                       |
| 95                        | Sebastian Langeveld (NED) | 64e                       |
| 96                        | Marijn van den Berg (NED) | 81e                       |
| 97                        | Łukasz Wiśniowski (POL)   | AB                        |

| Groupama-FDJ GFC | Groupama-FDJ GFC            | Groupama-FDJ GFC |
| ---------------- | --------------------------- | ---------------- |
| Num              | Coureur                     | Pos              |
| 101              | Lewis Askey (GBR)           | 73e              |
| 102              | Kevin Geniets (LUX) (route) | AB               |
| 103              | Stefan Küng (SUI)           | 3e               |
| 104              | Olivier Le Gac (FRA)        | 23e              |
| 105              | Fabian Lienhard (SUI)       | 37e              |
| 106              | Tobias Ludvigsson (SWE)     | 36e              |
| 107              | Valentin Madouas (FRA)      | 7e               |

| Ineos Grenadiers IGD | Ineos Grenadiers IGD    | Ineos Grenadiers IGD |
| -------------------- | ----------------------- | -------------------- |
| Num                  | Coureur                 | Pos                  |
| 111                  | Jhonatan Narváez (ECU)  | 6e                   |
| 112                  | Luke Rowe (GBR)         | 78e                  |
| 113                  | Ben Swift (GBR) (route) | 106e                 |
| 114                  | Ben Turner (GBR)        | 27e                  |
| 115                  | Dylan van Baarle (NED)  | 8e                   |
| 116                  | Magnus Sheffield (USA)  | 79e                  |
| 117                  | Kim Heiduk (GER)        | AB                   |

| Israel-Premier Tech IPT | Israel-Premier Tech IPT | Israel-Premier Tech IPT |
| ----------------------- | ----------------------- | ----------------------- |
| Num                     | Coureur                 | Pos                     |
| 121                     | Sep Vanmarcke (BEL)     | AB                      |
| 122                     | Matthias Brändle (AUT)  | AB                      |
| 123                     | Hugo Houle (CAN)        | 44e                     |
| 124                     | Taj Jones (AUS)         | AB                      |
| 125                     | Guy Sagiv (ISR)         | AB                      |
| 126                     | Tom Van Asbroeck (BEL)  | 62e                     |
| 127                     | Jenthe Biermans (BEL)   | 38e                     |

| Movistar Team MOV | Movistar Team MOV         | Movistar Team MOV |
| ----------------- | ------------------------- | ----------------- |
| Num               | Coureur                   | Pos               |
| 131               | Alex Aranburu (ESP)       | 30e               |
| 132               | Iñigo Elosegui (ESP)      | 61e               |
| 133               | Imanol Erviti (ESP)       | 99e               |
| 134               | Iván García Cortina (ESP) | 16e               |
| 135               | Mathias Norsgaard (DEN)   | 71e               |
| 136               | Johan Jacobs (SUI)        | 104e              |
| 137               | Lluís Mas (ESP)           | 46e               |

| BikeExchange-Jayco BEX | BikeExchange-Jayco BEX    | BikeExchange-Jayco BEX |
| ---------------------- | ------------------------- | ---------------------- |
| Num                    | Coureur                   | Pos                    |
| 141                    | Luke Durbridge (AUS)      | 95e                    |
| 142                    | Lawson Craddock (USA)     | NP                     |
| 143                    | Luka Mezgec (SLO)         | 63e                    |
| 144                    | Alexander Edmondson (AUS) | 26e                    |
| 145                    | Alexander Konychev (ITA)  | 110e                   |
| 146                    | Kelland O'Brien (AUS)     | AB                     |
| 147                    | Campbell Stewart (NZL)    | AB                     |

| Team DSM DSM | Team DSM DSM               | Team DSM DSM |
| ------------ | -------------------------- | ------------ |
| Num          | Coureur                    | Pos          |
| 151          | John Degenkolb (GER)       | 32e          |
| 152          | Niklas Märkl (GER)         | 93e          |
| 153          | Nikias Arndt (GER)         | 47e          |
| 154          | Leon Heinschke (GER)       | AB           |
| 155          | Søren Kragh Andersen (DEN) | AB           |
| 156          | Joris Nieuwenhuis (NED)    | 22e          |
| 157          | Kevin Vermaerke (USA)      | AB           |

| Trek-Segafredo TFS | Trek-Segafredo TFS   | Trek-Segafredo TFS |
| ------------------ | -------------------- | ------------------ |
| Num                | Coureur              | Pos                |
| 161                | Jasper Stuyven (BEL) | 15e                |
| 162                | Edward Theuns (BEL)  | 59e                |
| 163                | Mads Pedersen (DEN)  | 24e                |
| 164                | Quinn Simmons (USA)  | AB                 |
| 165                | Alex Kirsch (LUX)    | 55e                |
| 166                | Daan Hoole (NED)     | AB                 |
| 167                | Otto Vergaerde (BEL) | 60e                |

| UAE Team Emirates UAD | UAE Team Emirates UAD      | UAE Team Emirates UAD |
| --------------------- | -------------------------- | --------------------- |
| Num                   | Coureur                    | Pos                   |
| 171                   | Pascal Ackermann (GER)     | AB                    |
| 172                   | Rui Oliveira (POR)         | 49e                   |
| 173                   | Mikkel Bjerg (DEN)         | 43e                   |
| 174                   | Alexys Brunel (FRA)        | AB                    |
| 175                   | Felix Groß (GER)           | AB                    |
| 176                   | Oliviero Troia (ITA)       | AB                    |
| 177                   | Vegard Stake Laengen (NOR) | 100e                  |

| Alpecin-Fenix AFC | Alpecin-Fenix AFC            | Alpecin-Fenix AFC |
| ----------------- | ---------------------------- | ----------------- |
| Num               | Coureur                      | Pos               |
| 181               | Dries De Bondt (BEL)         | 19e               |
| 182               | Silvan Dillier (SUI) (route) | 50e               |
| 183               | Michael Gogl (AUT)           | 14e               |
| 184               | Gianni Vermeersch (BEL)      | 29e               |
| 185               | Tobias Bayer (AUT)           | AB                |
| 186               | Scott Thwaites (GBR)         | 96e               |
| 187               | Edward Planckaert (BEL)      | AB                |

| TotalEnergies TEN | TotalEnergies TEN          | TotalEnergies TEN |
| ----------------- | -------------------------- | ----------------- |
| Num               | Coureur                    | Pos               |
| 191               | Peter Sagan (SVK) (route)  | 68e               |
| 192               | Maciej Bodnar (POL)        | AB                |
| 193               | Daniel Oss (ITA)           | 39e               |
| 194               | Edvald Boasson Hagen (NOR) | AB                |
| 195               | Niki Terpstra (NED)        | AB                |
| 196               | Anthony Turgis (FRA)       | 13e               |
| 197               | Dries Van Gestel (BEL)     | 56e               |

| B&B Hotels-KTM BBK | B&B Hotels-KTM BBK     | B&B Hotels-KTM BBK |
| ------------------ | ---------------------- | ------------------ |
| Num                | Coureur                | Pos                |
| 201                | Jens Debusschere (BEL) | AB                 |
| 202                | Alexis Gougeard (FRA)  | AB                 |
| 203                | Quentin Jauregui (FRA) | 87e                |
| 204                | Victor Koretzky (FRA)  | 41e                |
| 205                | Julien Morice (FRA)    | AB                 |
| 206                | Cyril Lemoine (FRA)    | AB                 |
| 207                | Jordi Warlop (BEL)     | AB                 |

| Bardiani CSF Faizanè BCF | Bardiani CSF Faizanè BCF | Bardiani CSF Faizanè BCF |
| ------------------------ | ------------------------ | ------------------------ |
| Num                      | Coureur                  | Pos                      |
| 211                      | Luca Colnaghi (ITA)      | AB                       |
| 212                      | Filippo Fiorelli (ITA)   | AB                       |
| 213                      | Enrico Battaglin (ITA)   | AB                       |
| 214                      | Sacha Modolo (ITA)       | AB                       |
| 215                      | Alessandro Tonelli (ITA) | 98e                      |
| 216                      | Enrico Zanoncello (ITA)  | AB                       |
| 217                      | Davide Gabburo (ITA)     | 82e                      |

| Bingoal Pauwels Sauces WB BWB | Bingoal Pauwels Sauces WB BWB | Bingoal Pauwels Sauces WB BWB |
| ----------------------------- | ----------------------------- | ----------------------------- |
| Num                           | Coureur                       | Pos                           |
| 221                           | Karl Patrick Lauk (EST)       | AB                            |
| 222                           | Mathijs Paasschens (NED)      | 108e                          |
| 223                           | Arjen Livyns (BEL)            | 34e                           |
| 224                           | Dimitri Peyskens (BEL)        | 83e                           |
| 225                           | Ludovic Robeet (BEL)          | AB                            |
| 226                           | Laurenz Rex (BEL)             | 103e                          |
| 227                           | Tom Wirtgen (LUX)             | 74e                           |

| Sport Vlaanderen-Baloise SVB | Sport Vlaanderen-Baloise SVB | Sport Vlaanderen-Baloise SVB |
| ---------------------------- | ---------------------------- | ---------------------------- |
| Num                          | Coureur                      | Pos                          |
| 231                          | Jenno Berckmoes (BEL)        | AB                           |
| 232                          | Sander De Pestel (BEL)       | AB                           |
| 233                          | Lindsay De Vylder (BEL)      | 40e                          |
| 234                          | Julian Mertens (BEL)         | 52e                          |
| 235                          | Aaron Van Poucke (BEL)       | 94e                          |
| 236                          | Ward Vanhoof (BEL)           | 107e                         |
| 237                          | Aaron Verwilst (BEL)         | 91e                          |

| Uno-X Pro Cycling Team UXT | Uno-X Pro Cycling Team UXT   | Uno-X Pro Cycling Team UXT |
| -------------------------- | ---------------------------- | -------------------------- |
| Num                        | Coureur                      | Pos                        |
| 241                        | Lasse Norman Leth (DEN)      | 70e                        |
| 242                        | Erik Nordsæter Resell (NOR)  | 48e                        |
| 243                        | Niklas Larsen (DEN)          | AB                         |
| 244                        | Lars Saugstad (NOR)          | AB                         |
| 245                        | Anders Skaarseth (NOR)       | 80e                        |
| 246                        | Rasmus Tiller (NOR)          | 11e                        |
| 247                        | Martin Bugge Urianstad (NOR) | 92e                        |